# 1994 en jeu
Cet article présente les faits marquants de l'année 1994 concernant le jeu.

## Évènements

### Compétitions
- 25 juillet : le Français Pascal Montagna remporte le IVe championnat du monde de Diplomatie à Birmingham devant ses compatriote Stéphane Gentric et Bruno-André Giraudon.
- 5 novembre : le Japonais Masaki Takizawa remporte le XVIIIe championnat du monde d’Othello à Paris.

## Sorties
- Oniros, Denis Gerfaud, Multisim